# Constituția României din 1965

Stema cu noua denumire oficială a țării.

Constituția din 1965 a fost a treia constituție a guvernării comuniste din România.

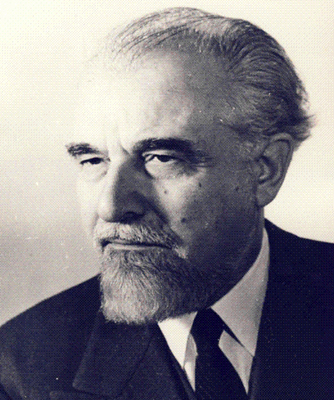
Ștefan Voitec

Chivu Stoica

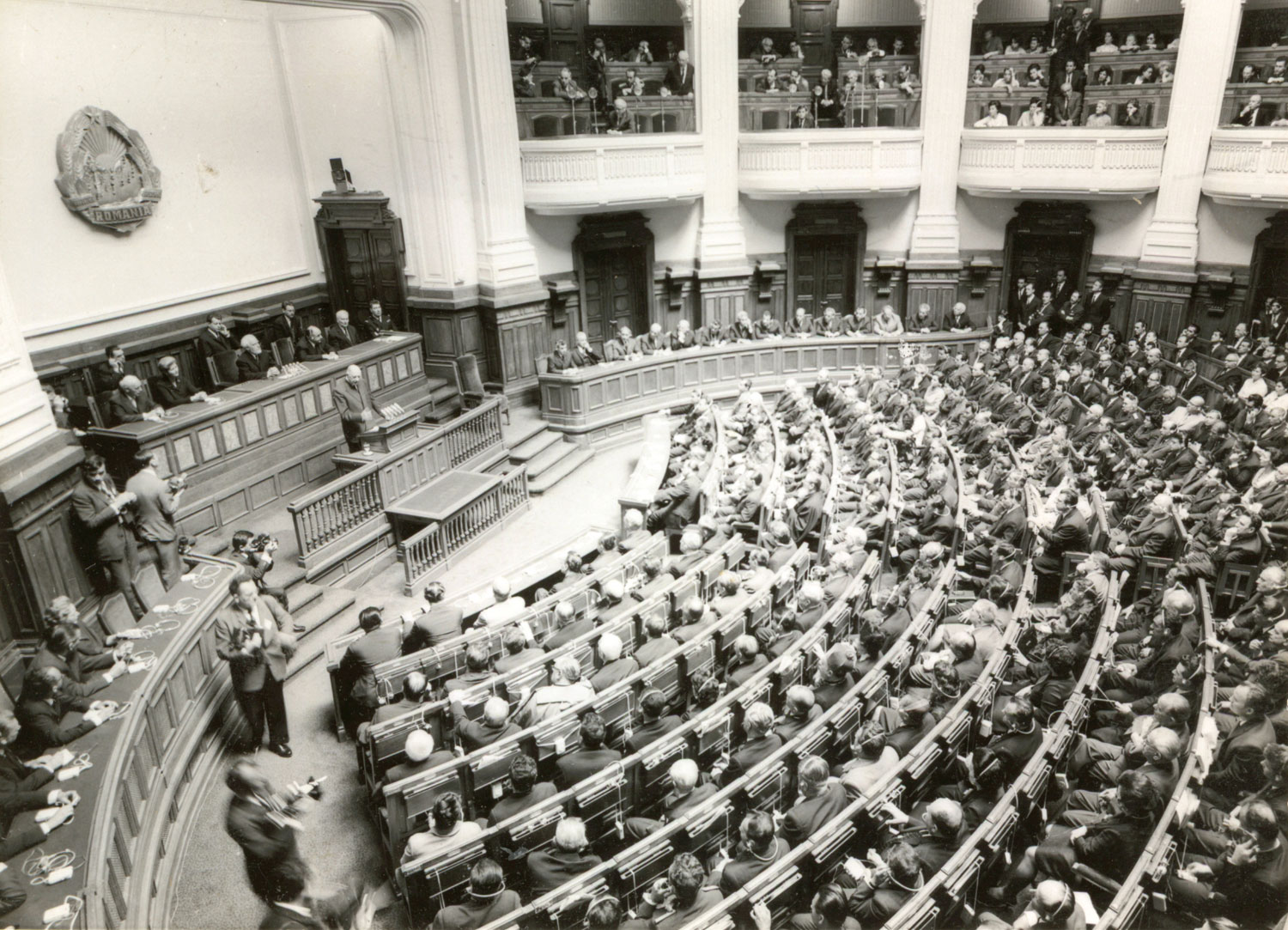
Președintele Franței de Gaulle vorbește în fața MAN în mai 1968, în sala în care au fost votate cele trei constituții ale guvernării comuniste din România. Președintele Consiliului de Stat Nicolae Ceaușescu și prim-ministrul Ion Maurer sunt așezați primii în „banca ministerială”, care începe de la treptele care urcă spre podium și continuă de-a lungul peretelui sălii sub balcoane. Ștefan Voitec este în spatele lui de Gaulle.

Constituția din 1965 a reafirmat subordonarea statului partidului (redenumit PCR din PMR la 24 iulie 1965), a celebrat trecerea la modelul economic socialist și a definit un nou țel ideologic. Printr-o modificare adusă în 1974, a fost creată funcția de președinte al statului. 

## Context
Nicolae Ceaușescu a devenit secretar general al PMR la 22 martie 1965, cea mai puternică funcție în România, care i-a dat posibilitatea să ceară și să obțină aprobarea unei noi constituții.  
Constituția a fost adoptată de MAN la 21 august 1965 sub conducerea lui Ștefan Voitec și promulgată de Președintele Consiliului de Stat, Chivu Stoica.
Constituția din 1965 a fost modificată substanțial în urma Revoluției din 1989 și a ieșit din vigoare după adoptarea unei noi constituții la 21 noiembrie 1991.

## Rolul conducător al PCR
Rolul conducător al partidului este reafirmat cu cea mai mare claritate
„ În Republica Socialista România forta politică conducătoare a întregii societăți este Partidul Comunist Român   ”
Într-o distanțare de sovietici, au fost înlăturate referirile la Uniunea Sovietică introduse în Constituția din 1952 și a fost afirmat un principiu al “neamestecul in treburile interne”, care a dus la un  comunism naționalist. 
Toate instituțiile statului totalitar sunt instrumente ale partidului pentru atingerea unor țeluri ideologice: 
„ Partidul Comunist Român … indeplinește rolul conducător în toate domeniile construcției socialiste, îndrumă activitatea organizațiilor de masă și obștești, precum și a organelor de stat  ”

## De la socialism spre comunism
Lupta de clasă este considerată câștigată. Modelul economic socialist a fost introdus în toată economia și este proclamată Republica Socialistă România.
Toate mijloacele de producție aparțin statului:
„ Economia națională a României este o economie socialistă, bazată pe proprietatea socialistă asupra mijloacelor de producție ”
„ Bogățiile de orice natură ale subsolului, minele, terenurile din fondul funciar de stat, pădurile, apele, izvoarele de energie naturală, fabricile și uzinele, băncile, intreprinderile agricole de stat, stațiunile pentru mecanizarea agriculturii, căile de comunicație, mijloacele de transport și telecomunicații de stat, fondul de stat de cladiri si locuințe, baza materială a instituțiilor social-culturale de stat, aparțin întregului popor, sînt proprietate de stat. ”
Se afirmă pentru prima dată un nou scop, cel al comunismului, cu oameni ai muncii care 
„ ... construiesc orînduirea socialistă, creînd condițiile trecerii la comunism. ”
În timp, accentul pe o ideologie abstractă va duce la o decuplare aproape completă cu realitatea. Reapar unele drepturile individuale, dar se precizează că ele „nu pot fi folosite in scopuri potrivnice orinduirii socialiste si intereselor celor ce muncesc”.

## Președintele RSR

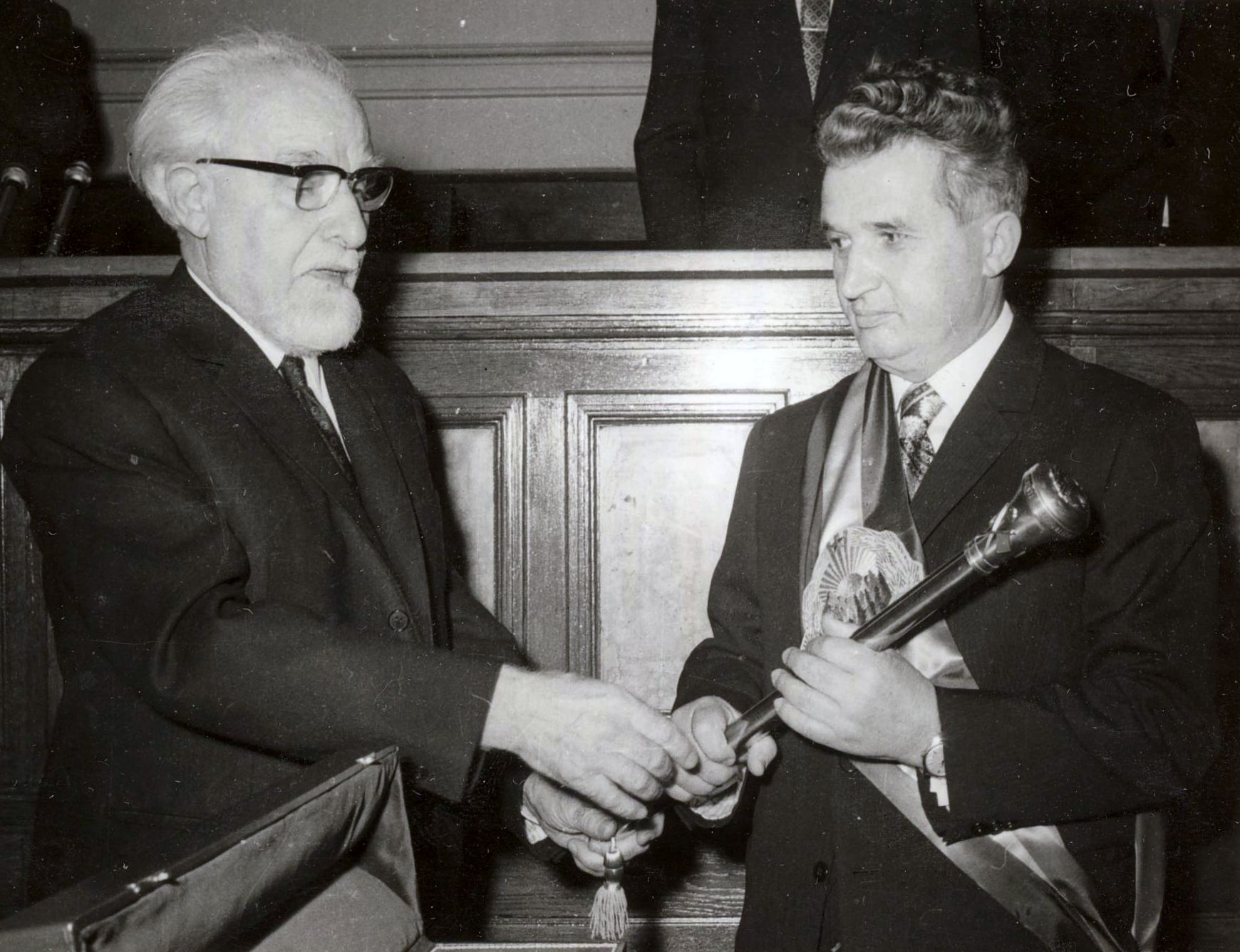
Ștefan Voitec, președintele MAN, înmânează sceptrul la ceremonia de învestire în funcția de președinte al statului din 1974.

Consiliul de Stat a înlocuit Prezidiumul MAN în 1961, iar Președintele Consiliului de Stat a preluat atribuțiile Președintelui Prezidiumului MAN, între care erau activitățile care revin de obicei unui președinte al statului. Nicolae Ceaușescu a devenit președintele Consiliului de Stat la 9 decembrie 1967. 
Prin modificarea Constituției din 1965 cu Legea 1/1974 din 28 martie 1974, se înființează funcția de președinte al statului care preia activitățile Președintelui Consiliului de Stat. Președintele statului este ales de MAN   și are puteri extensive în toate ramurile: legislativă (prezidează Consiliul de Stat), executivă (numește și revocă miniștri) si judiciară (numește și revocă membrii Tribunalului Suprem)  . El este comandantul armatei  și reprezintă statul în relațiile externe la nivel înalt.
„In îndeplinirea atribuțiilor sale, Președintele Republicii Socialiste România emite decrete prezidențiale și decizii. ”
În 1974 se creează astfel cadrul constituțional în care statul este subordonat unui singur om.

## Galerie de imagini

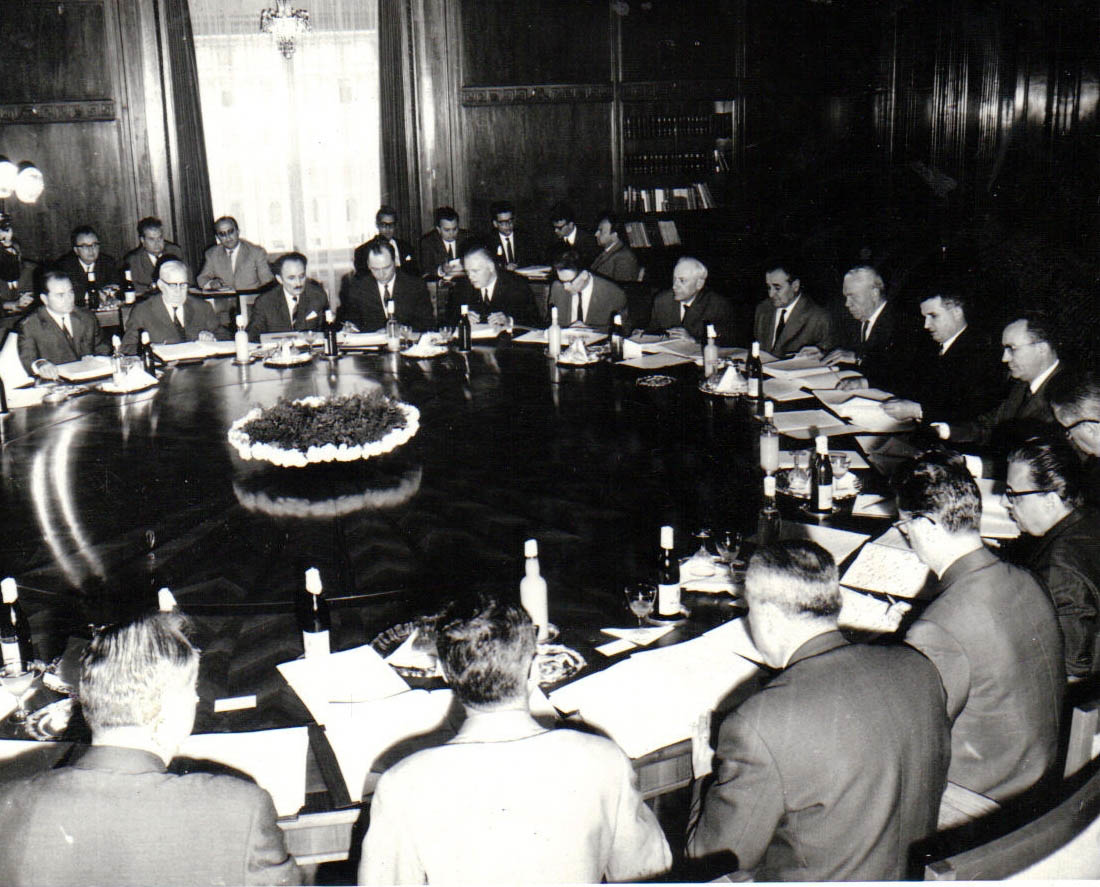
Ședință a Consiliului de Stat din mai 1969, cu Nicolae Ceaușescu la dreapta. La dreapta lui este prim-ministrul Ion Gheorghe Maurer. „Președintele prezidează Consiliul de Stat și prezidează ședințele Consiliului de Ministri atunci cînd apare necesar".
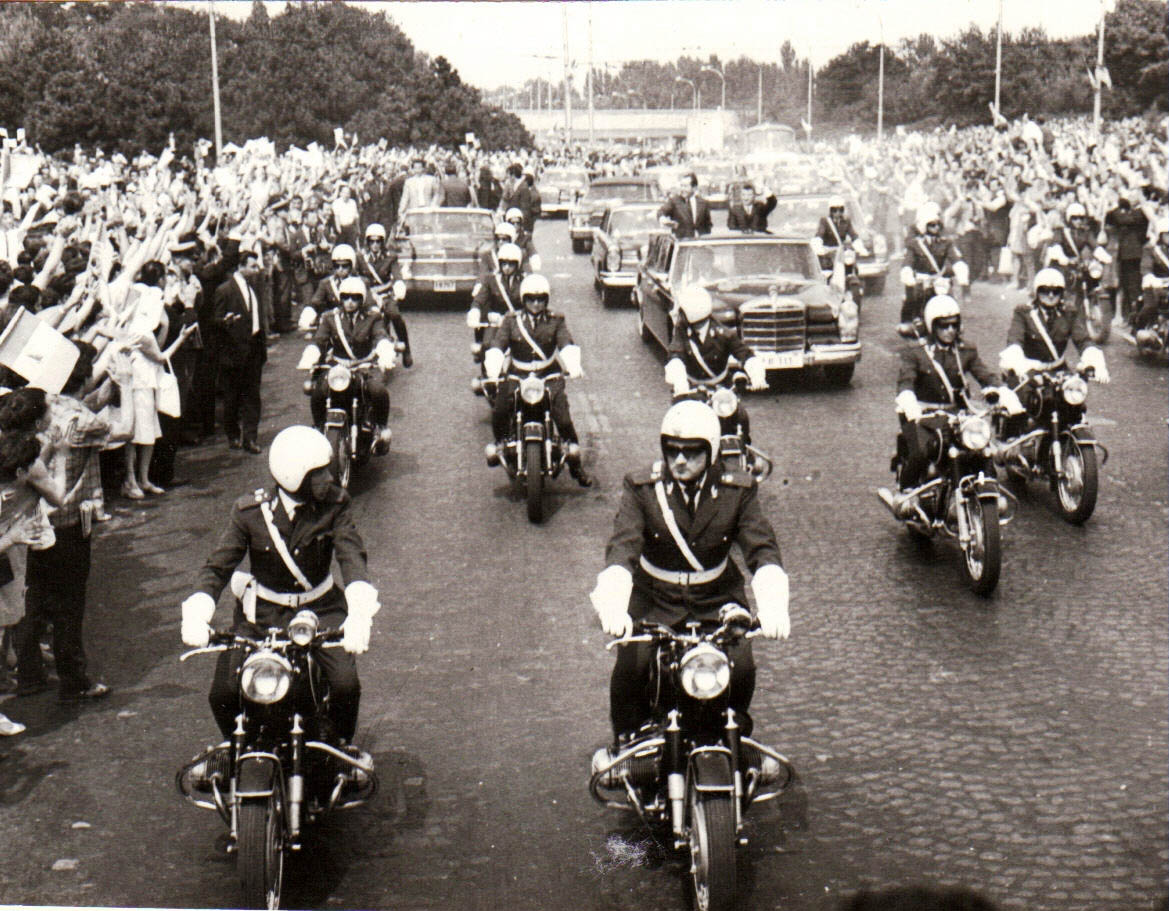
Președintele Statelor Unite, Richard Nixon, a fost primit la București în 1969 de Nicolae Ceaușescu în calitate de președinte al Consiliului de Stat.
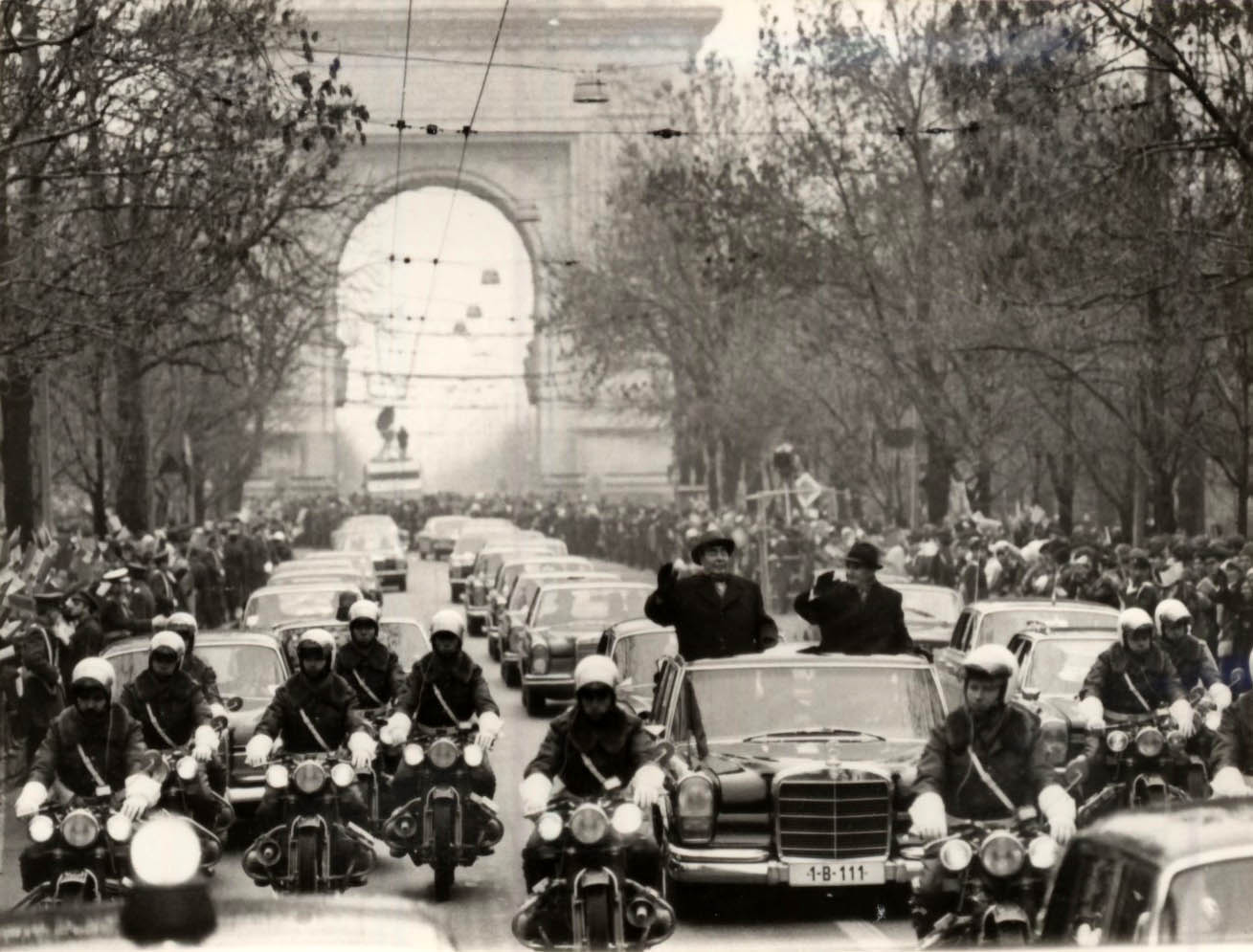
Secretarul General al PCUS, Leonid Brejnev, a fost primit la București în 1976 de Nicolae Ceaușescu în calitate de președinte al țării.
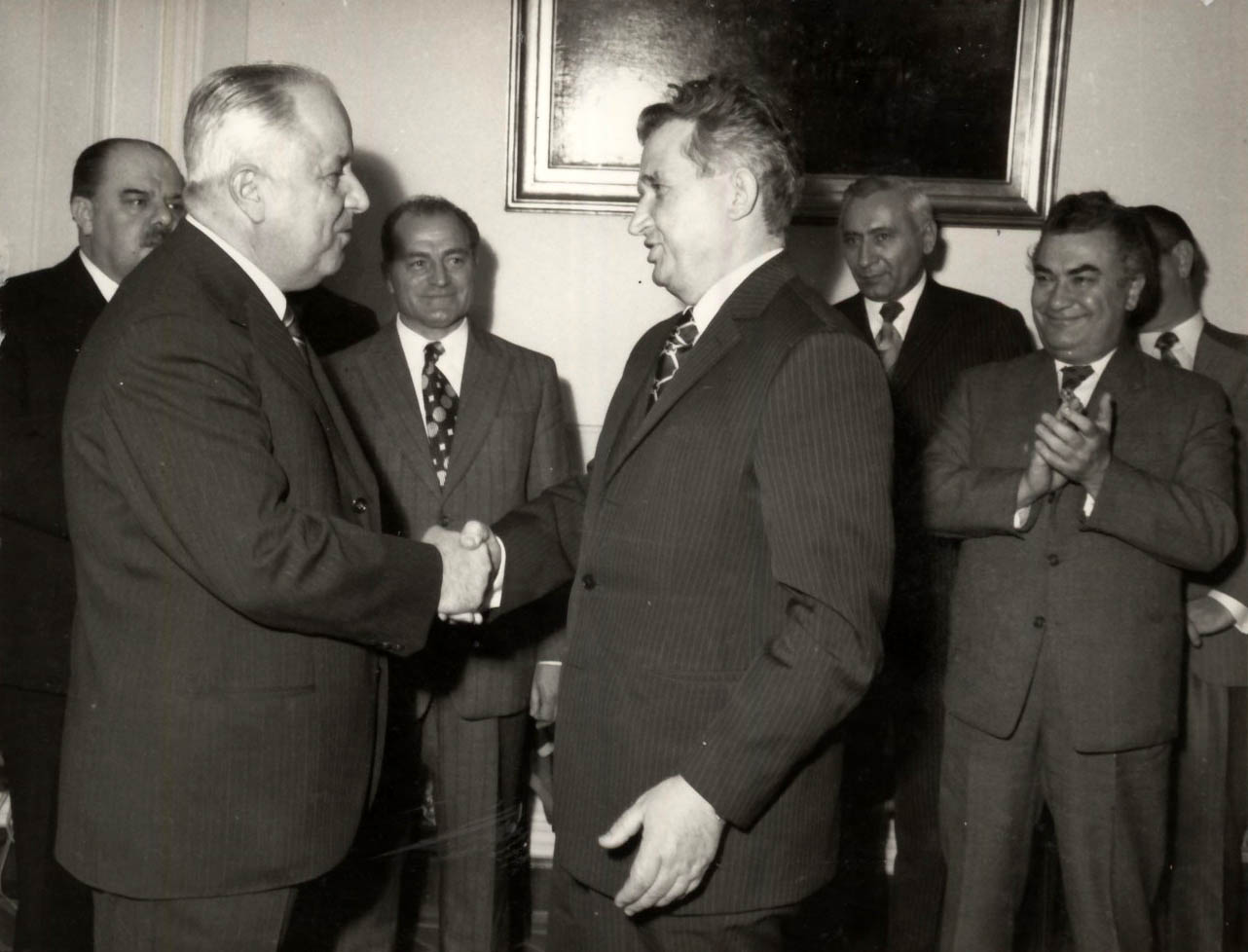
Emil Bobu este decorat de Nicolae Ceaușescu în februarie 1977. „Președintele conferă decorațiile și titlurile de onoare” [18].